# 符号付測度
数学における符号付測度（ふごうつきそくど、英: signed measure）とは、負の値を取ることも許されることで一般化された測度である。正負両方の値を取り得る有名な分布である電荷（electric charge）に由来して、チャージと呼ばれることもある。

## 定義
符号付測度には、無限大の値を取り得るか否かという点において、わずかに異なる二つの概念が存在する。研究論文や発展的な内容の書物においては、符号付測度は通常、有限の値を取ることのみ許されている。一方、大学生を対象とした教科書などにおいては、それらが無限大の値を取ることも許されていることが少なくない。混乱を避けるために、この記事においては、それら二つの概念をそれぞれ有限符号付測度（finite signed measure）および拡張符号付測度（extended signed measure）と区別して呼ぶことにする。
与えられた可測空間 (X, Σ)、すなわちある集合 X とその上の σ-代数 Σ に対して、定義される拡張符号付測度とは、{\displaystyle \mu (\emptyset )=0} を満たす σ-加法的な関数
{\displaystyle \mu :\Sigma \to \mathbb {R} \cup \{\infty ,-\infty \}}
のことを言う。ここで、{\displaystyle \mu } が σ-加法的であるとは、Σ 内の任意の互いに素な集合の列 A1, A2, ..., An に対して、等式
{\displaystyle \mu \left(\bigcup _{n=1}^{\infty }A_{n}\right)=\sum _{n=1}^{\infty }\mu (A_{n})}
を満たすことを言う。この定義の帰結として、任意の拡張符号付測度は +∞ あるいは −∞ を値として取り得るが、それらを同時に取ることは出来ないということが分かる。実際、∞ − ∞ は定義されず避ける必要があるためである。
有限符号付測度も、実数の値のみ取り得るという点を除いて、上記と同様に定義することが出来る。すなわち、+∞ あるいは −∞ の値を、有限符号付測度は取らない。
有限符号付測度はベクトル空間を構成する。一方、拡張符号付測度は加法について閉じてさえおらず、そのことがそれらの取り扱いを難しくしている。また、測度は拡張符号付測度の一種であるが、一般的には必ずしも有限符号付測度ではない。

## 例
ν を空間 (X, Σ) 上の非負の測度とし、可測関数 f:X→ R を、
{\displaystyle \int _{X}\!|f(x)|\,d\nu (x)<\infty }
を満たすものとする。このとき、Σ 内のすべての A に対して
{\displaystyle \mu (A)=\int _{A}\!f(x)\,d\nu (x)}
で与えられる有限符号付測度が存在する。
この符号付測度は、有限の値しか取り得ない。+∞ も値として取ることが出来るようにするためには、上記の f の絶対可積分性についての仮定を、より弱めた
{\displaystyle \int _{X}\!f^{-}(x)\,d\nu (x)<\infty }
という仮定に変える必要がある。ここで、f−(x) = max(−f(x), 0) は f の負の部分である。

## 性質
以下では、拡張符号付測度は二つの非負の測度の差であるという結果と、有限符号付測度は二つの非負の有限符号付測度の差であるという結果を紹介する。
ハーンの分解定理により、与えられた符号付測度 μ に対して、以下の性質を満たす二つの可測集合 P と N が存在する：
1. P∪N = X および  P∩N = ∅;
2. E ⊆ P であるような Σ 内の各 E に対して、μ(E) ≥ 0 が成立する。すなわち、P は正集合（英語版）である。
3. E ⊆ N であるような Σ 内の各 E に対して、μ(E) ≤ 0 が成立する。すなわち、N は負集合である。

また、このような分解は P および N に対する μ-零集合の和・差の違いを除いて一意である。
すべての Σ 内の可測集合 E に対して、
{\displaystyle \mu ^{+}(E)=\mu (P\cap E)}
および
{\displaystyle \mu ^{-}(E)=-\mu (N\cap E)}
で定義される二つの非負測度 μ+ と μ- を考える。
μ+ と μ- は共に非負測度であり、片方は有限の値しか取り得ないことが確かめられる。それらはそれぞれ、μ の正の部分（positive part）と負の部分（negative part）と呼ばれる。μ = μ+ - μ- はすぐに得られる。測度 |μ| = μ+ + μ- は μ の変分（variation）と呼ばれ、その得られうる最大値 ||μ|| = |μ|(X) は μ の全変動と呼ばれる。
このようなハーンの分解定理の帰結は、ジョルダン分解（Jordan decomposition）と呼ばれる。上述の測度 μ+、μ- および |μ| は、P および N の選び方に依存しない。

## 符号付測度の空間
二つの有限符号付測度の和は、有限符号付測度である。また、有限符号付測度と実数の積も同様に、有限符号付測度である。したがって、それらは線型結合について閉じている。可測空間 (X, Σ) 上の有限符号付測度の集合は、実ベクトル空間を構成する。これは、錐結合についてしか閉じておらず、したがって凸錐を構成するがベクトル空間は構成しない「正測度」とは対照的である。さらに、有限符号付測度の全変動は、有限符号付測度の空間がバナッハ空間となるようなノルムを定義する。この空間はさらなる構造を備えた、デデキント完備バナッハ束であることが示される。
X がコンパクト可分空間であるとき、有限符号付ベール測度の空間は、X 上のすべての連続実数値関数の空間の双対であることが、リースの表現定理によって示される。